# Annales Henri Poincaré
Pour les articles homonymes, voir Annales (homonymie).
Les Annales Henri Poincaré et les Annales de l'institut Henri-Poincaré sont une revue scientifique en quatre séries (A, B, C, D) qui publie des articles originaux de recherche fondamentale. Le journal porte le nom d'Henri Poincaré et la série A a pris la suite  des deux revues, Annales de l'institut Henri Poincaré, physique théorique et Helvetica Physica Acta.
- Annales Henri Poincaré (A)
  - Journal of Theoretical and Mathematical Physics
  - Éditeur : Birkhäuser Basel
  - Éditeur en chef : Claude-Alain Pillet
- Annales de l'institut Henri Poincaré (B)
  - Probability and Statistics
  - Éditeur : IMS (Institute of Mathematical Statistics)
  - Éditeurs en chef : Grégory Miermont et Christophe Sabot
- Annales de l'institut Henri Poincaré (C)
  - Analyse Non Linéaire
  - Éditeur : EMS Press
  - Éditeurs en chef : Anne-Laure Dalibard et Mathieu Lewin
- Annales de l'institut Henri Poincaré (D)
  - Combinatorics, Physics and their Interactions
  - Éditeur : European Mathematical Society - Publishing House
  - Éditeurs en chef : Alan Sokal et Adrian Tanasă